# Echiothrix
Echiothrix (Gray, 1867) è un genere di Roditori della famiglia dei Muridi.

## Descrizione

### Dimensioni
Al genere Echiothrix appartengono roditori di grandi dimensioni, con lunghezza della testa e del corpo tra 200 e 250 mm, la lunghezza della coda tra 235 e 258 mm e un peso fino a 310 g.

### Caratteristiche craniche e dentarie
Il cranio è estremamente allungato, con il rostro che occupa circa la metà dell'intera lunghezza. Le ossa inter-orbitali sono sviluppate. La scatola cranica è larga e robusta. La bolla è di proporzioni normali. Gli incisivi superiori sono corti e con un solco longitudinale. Gli incisivi inferiori sono arcuati e notevolmente divergenti.
Sono caratterizzati dalla seguente formula dentaria:

### Aspetto
La pelliccia è soffice e spinosa. La testa ed il muso sono allungati, gli occhi sono relativamente piccoli, mentre le orecchie sono grandi e rotonde. Gli arti anteriori sono sottili, le zampe anteriori delicate. Gli arti posteriori invece sono corti e robusti, i piedi molto grandi, sottili e lunghi, con le dita esterne corte e le tre centrali allungate. La coda è tozza, più lunga della testa e del corpo, praticamente priva di peli e ricoperta di grosse scaglie quadrate, disposte in 7-8 anelli per centimetro ed ognuna corredata da una a tre peli. Le femmine hanno due paia di mammelle inguinali.

## Distribuzione
Questo genere è endemico dell'Isola di Sulawesi.

## Tassonomia
Il genere comprende 2 specie.
- Echiothrix centrosa
- Echiothrix leucura